# Diözese von Warna und Weliki Preslaw

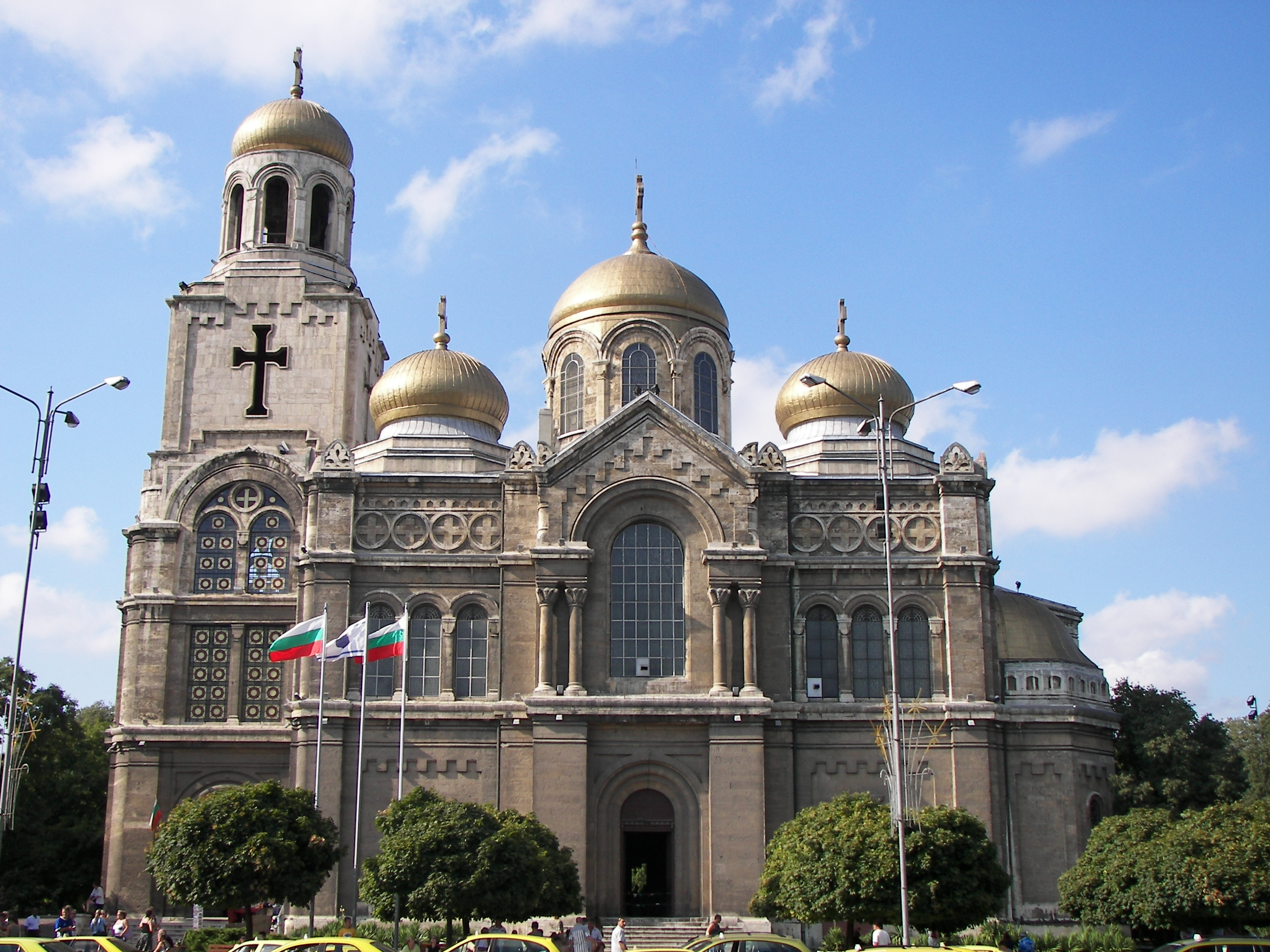
Die Kathedrale Entschlafung der Gottesmutter in Warna

Die Bulgarisch-orthodoxe Diözese von Warna und Weliki Preslaw (bulgarisch Варненска и Великопреславска епархия) ist eine Eparchie (Diözese) der Bulgarisch-orthodoxen Kirche. Die Diözese von Warna und Weliki Preslaw teilt sich heute in fünf Okolii: Warna, Dobritsch, Prowadija, Schumen und Targowischte. Zentrum der Diözese ist die Schwarzmeerstadt Warna. In der Diözese leben 1 051 243 Menschen und es existieren ca. 330 Gotteshäuser.

## Geschichte
Am 28. Februar 1870 billigte der osmanische Sultan Abdülaziz ein Ferman (Dekret) zur Errichtung einer bulgarischen kirchlichen Organisation in Form eines Exarchats. Dadurch gelang es der Bulgarisch-orthodoxen Kirche nach einer mehrere Jahrhunderte andauernden osmanischen Herrschaft, eine begrenzte Selbständigkeit zu erlangen. Das Bulgarische Exarchat sollte als Kirchenorganisation die religiösen Belange der Bulgaren selbst regeln und nur dem Sultan unterstellt werden. Die Grenzen der Diözesen wurden im Artikel 10 des Fermans festgelegt. Sitz des bulgarischen Exarchen wurde die St.-Stefans-Kathedrale im Istanbuler (damals noch Konstantinopel) Stadtviertel Fener.
Am 23. Februar 1871 begann das erste Kirchen- und Volkskonzil mit dem Ziel, die wichtigsten organisatorischen Fragen des Aufbaus und der Tätigkeit der Bulgarisch-Orthodoxen Kirche zu regeln. Da im Artikel 10 des Fermans festgeschrieben worden war, dass die Stadt Warna und 20 Dörfer zwischen ihr und der nördlich gelegenen rumänischen Küstenstadt Constanța nicht dem Machtbereich der bulgarischen Kirche übertragen werden sollten, entschied man sich, die Diözesen Warna und Preslaw, die bisher unter der Jurisdiktion des griechischen Ökumenischen Patriarchats von Konstantinopelgestanden standen, unter dem Namen Diözese von Preslaw und Warna zu vereinigen. Somit umfasste der Machtbereich der Bulgarisch-orthodoxen Kirche die Okolija Warna, Dobritsch, Baltschik, Mangalia, Prowadija, Schumen, Preslaw, Targowischte, Omurtag und Dörfer aus der Okolija Sliwen und Razgrad. Zu diesem Zeitpunkt existierten in der Diözese ca. 100 Gotteshäuser und ca. 100 Priester, alle ohne kirchliche Ausbildung.
Ein Jahr später wurde der Archimandrit Simeon zum Metropoliten von Preslaw geweiht. Eine Woche später am 27. August wurde Simeon von der orthodoxen Bevölkerung Warnas zum Metropoliten von Warna gewählt, jedoch stellten sie die Bedingung, die Nennung der Metropolitanstädte zugunsten der größeren Stadt Warna umzukehren: Diözese von Warna und Preslaw. Der Sultan billigte allerdings die neue Grenzziehung und Umbenennung nicht und genehmigte die Einsetzung Simeons nur als Metropolit von Preslaw. Daraufhin wählte Metropolit Simeon die Stadt Schumen als seinen Metropolitansitz. In Schumen fand am 25. Februar 1873 auch das erste Diözesankonzil statt. Da die Kirche auch für die Bildung der Bevölkerung zuständig war (vergleiche Klosterschule in Bulgarien), organisierte Simeon zwischen dem 12. und 16. April eine Lehrerversammlung. Auf ihr wurden wichtige Entscheidungen für die Verbesserung der Bildungseinrichtungen und der Schulpläne gefasst.
Nach der Erlangung der Unabhängigkeit Bulgariens im Zuge des Russisch-Osmanischen Krieges von 1877–1878 und der Verwaltungsreform, die im neuen bulgarischen Staat 1880 durchgeführt wurde, umfasste die Diözese von Warna und Preslaw die Okolija Warna, Dobritsch, Baltschik, Prowadija, Schumen, Preslaw, Targowischte, Omurtag und Nowo Selo. Die Okolija Mangalia wurde nach den Verträgen von San Stefano und Berlin Rumänien und der Rumänisch-orthodoxen Kirche überlassen. 1882 wurde der Sitz der Diözese nach Warna verlegt.
Nach dem Zweiten Balkankrieg 1913 bis zum Vertrag von Craiova 1940 verlor Bulgarien, und damit  die Diözese von Warna und Preslaw, Süddobrudscha mit den Okolija Dobritsch und Baltschik an Rumänien. In der Zwischenzeit verstarb Metropolit Simeon 1937. Sein Nachfolger wurde Josif, der das Amt bis 1988 innehatte.
Ende 1952 teilte sich die Diözese von Warna und Preslaw in 4 Okolija:  Warna, Dobritsch, Schumen und Preslaw. Am 1. Januar 1953 wurde die Targowischte-Okolija, als Abspaltung der Schumen-Okolija geschaffen.
Von 1988 bis 2013 war der Höchstgeweihte Kiril Leiter der Diözese. Nach einem Beschluss des vierten Kirchen- und Volkskonzils (2. bis 4. Juli 1997) wurde die Diözese in Diözese von Warna und Weliki Preslaw umbenannt.

## Leitende Geistliche
- Metropolit Simeon von Warna und Preslaw (1872–1937)
- Metropolit Josif von Warna und Preslaw (1937–1988)
- Metropolit Kiril (1989–2013)
- Metropolit Joan Iwanow (seit 2013)

## Wichtige Kirchenbauten
- Kathedrale Entschlafung der Gottesmutter in Warna
- St.-Mariä-Himmelfahrt-Kirche in Targowischte
- Kloster Aladscha